# Camp romain de la Montagne de l'Hermitage
Le camp de la Montagne de l'Hermitage est une camp romain situé à Bouzeron, dans le département de Saône-et-Loire, en France.

## Histoire
Ce camp date du IIe siècle et fait l’objet d’un classement au titre des monuments historiques en 1921.  